# Dorfkirche Hindenberg

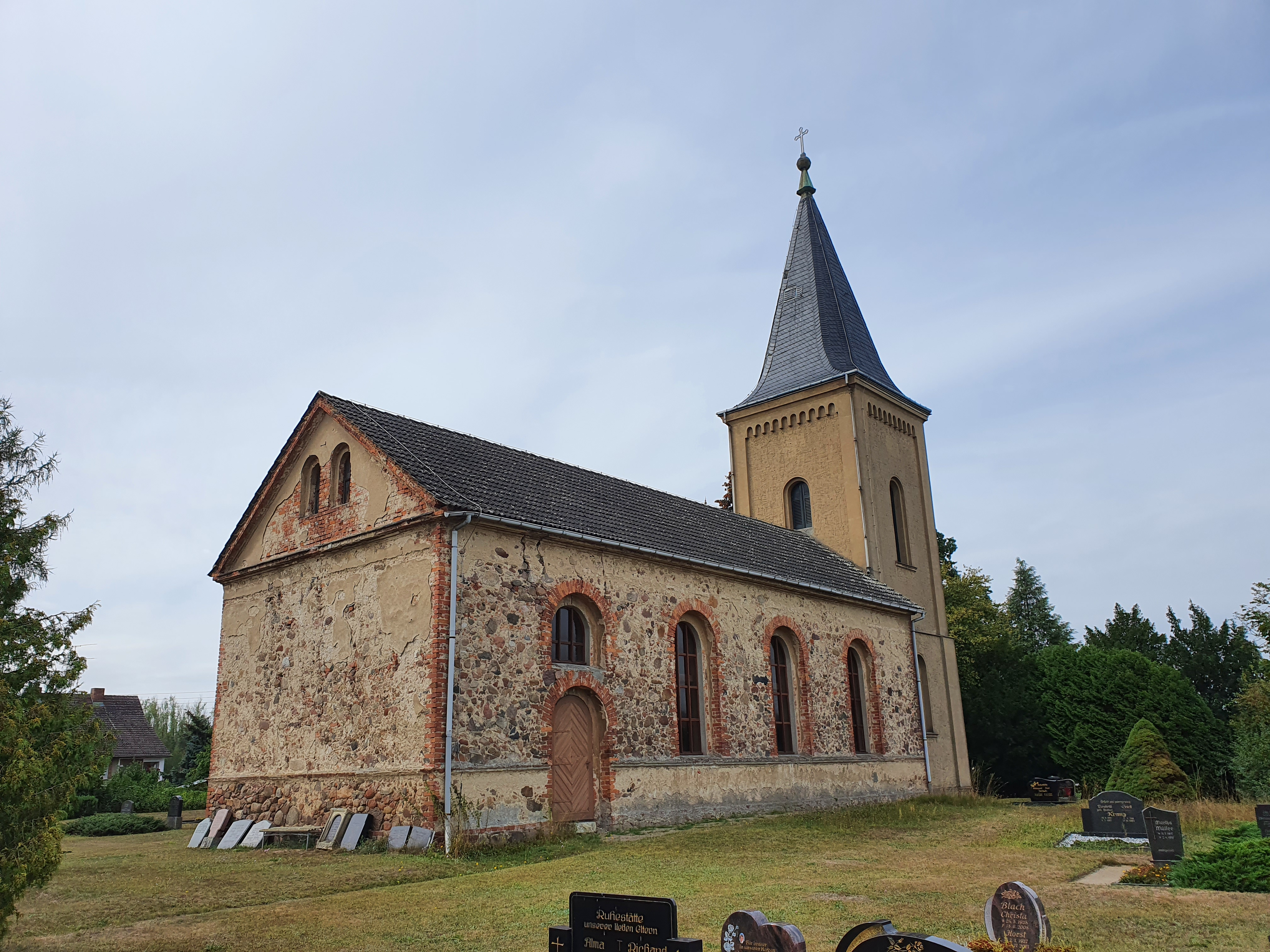
Dorfkirche Hindenberg (2022)

Die Dorfkirche Hindenberg ist das Kirchengebäude im Ortsteil Hindenberg der Stadt Lübbenau/Spreewald im Landkreis Oberspreewald-Lausitz in Brandenburg. Es gehört der Regionalkirchengemeinde Terpt im Kirchenkreis Niederlausitz der Evangelischen Kirche Berlin-Brandenburg-schlesische Oberlausitz und ist als Baudenkmal in der Denkmalliste des Landes Brandenburg eingetragen.

## Geschichte und Architektur

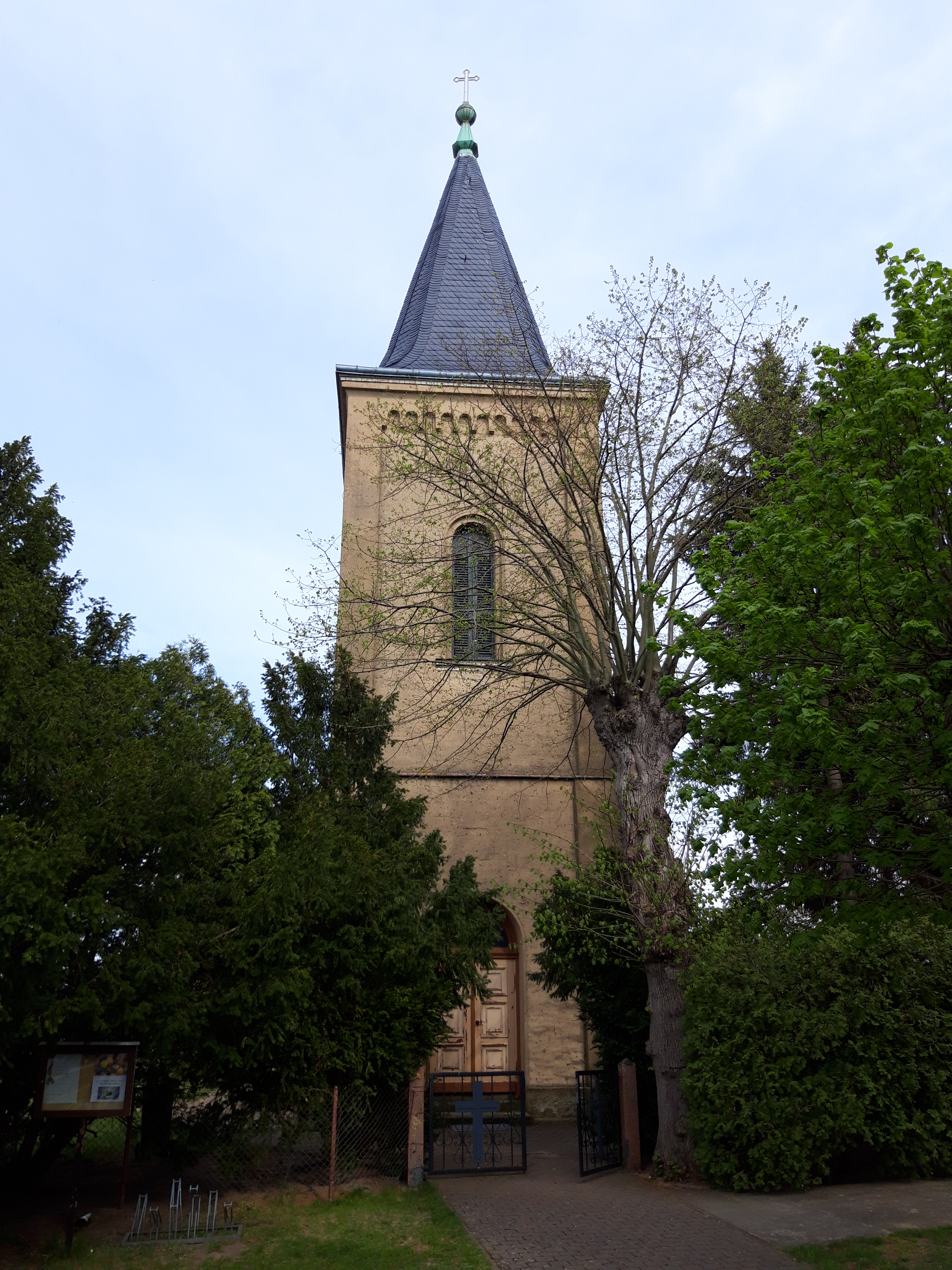
Ansicht des Turms von Westen (2022)

Die ursprüngliche Dorfkirche von Hindenberg, ein Feldsteinbau aus dem 15. Jahrhundert, wurde am 30. Mai 1834 durch ein Großfeuer zerstört. Neben der Kirche waren auch vier Bauernhöfe, vier Wohnungen von Häuslern sowie das Haus des Hirten verbrannt. Der Neubau entstand im Jahr 1841 nach einem Entwurf des Architekten Wilhelm Salzenberg unter Verwendung von Baumaterial der Vorgängerkirche und wurde am 24. Oktober des gleichen Jahres von Friedrich Brescius, dem Generalsuperintendent für die Neumark und die Niederlausitz der Evangelischen Kirche in Preußen, eingeweiht. Im Jahr 1888 folgte die Errichtung des quadratischen Westturms.
Die spätklassizistische Bau ist eine verputzte Saalkirche mit geradem Ostschluss und einem flachen Satteldach. An der Nordwand hat die Kirche drei hohe Rundbogenfenster und in der östlichen Achse ein rundbogiges Eingangsportal mit einem darüber liegenden, kleinerem Fenster. Im Osten befinden sich lediglich zwei kleine Fenster im Giebel. Die drei westlichen Achsen der südlichen Wand entsprechen der nördlichen, in der Äußeren befindet sich hier anstelle eines Portals ein weiteres hohes Fenster. Der Putz an der Kirche ist inzwischen großflächig abgeplatzt, die historische Gliederung mit Sohlbank- und Traufgesimsen ist noch leicht zu erkennen. Der Turm hat ein rundbogiges Westportal und an den Seiten schmale Rundbogenfenster. Im oberen Geschoss befindet sich an allen Seiten jeweils eine Schallluke. Abgeschlossen wird der Turm mit einem Spitzhelm.
Im Kircheninneren befindet sich eine von Säulen getragene Empore in Hufeisenform aus dem Jahr 1841. Die Kirchendecke ist flach und verputzt.

## Ausstattung
Der Altar in der Dorfkirche Hindenberg stammt wahrscheinlich aus dem 18. Jahrhundert, die Kanzel befindet sich über dem Altar an der östlichen Wand. Links davon befindet sich der Pfarrstuhl. Kanzel und Pfarrstuhl entstanden im 19. Jahrhundert. Die vorhandene Taufschale wurde im Jahr 1664 angefertigt. Im Jahr 1693 stifteten Graf und Gräfin zu Lynar zwei Zinnleuchter.
Die Orgel auf der Westempore wurde 1890 von Albert Kienscherf gebaut. Die Vorderpfeifen mussten 1917 während des Ersten Weltkrieges zur Herstellung von Rüstungsmitteln abgegeben werden und wurden später ersetzt. Das Instrument hat sechs Register auf einem Manual und dem Pedal. Die Disposition der Orgel lautet wie folgt:

## Orgel
| Manual C–f3 |    |
| Prinzipal   | 8′ |
| Gedakt      | 8′ |
| Salicional  | 8′ |
| Oktave      | 4′ |
| Superoktave | 4′ |

| Pedal C–d1 |     |
| Subbaß     | 16′ |

- Koppeln:  I/P